# Francesc Paradaltas i Pintó
Francesc Paradaltas i Pintó (Barcelona, 1809 - 25 d'abril de 1887) fou un
argenter i moneder català.
Argenter, expert en l'afinació de metalls preciosos i en l'encunyació de monedes establert al carrer Argenteria, seguí la professió del seu pare, Salvador Paradaltas, que fou el principal responsable tècnic de les emissions napoleòniques a la Seca de Barcelona entre 1808 i 1814. Estudià alguns anys a l'Escola Politècnica de París diverses assignatures, en especial les referents a l'enginyeria de mines. Exercí com a catedràtic d'Arquitectura subterrània i docimàsia on s'encarregava de l'assignatura de Geometria descriptiva a la Reial Acadèmia de Ciències i Arts de Barcelona, de la qual fou també acadèmic. En temps d'Isabel II, Francesc Paradaltas fou assajador de la Seca de Barcelona, a la qual donà un gran impuls tot promovent que s'hi batessin, a més de coures, monedes d'or i d'argent. Fou el director de la Casa de la Moneda de la Ciutat de Barcelona, i soci de la Reial Societat d'Amics del País de la Província de Barcelona. Fou encarregat d'encunyar en or, en plata i en bronze les medalles que l'Ajuntament de Barcelona concedí en 1852, per premiar els millors projectes del concurs per a la Plaça Reial. Exercí els càrrecs d'Intendent honorari de província, Superintendent de les Cases de Moneda de Segòvia, Barcelona, Madrid i Sevilla. Fou nomenat Cavaller de la Reial i Distingit Orde Espanyol de Carles III. L'any 1835 ingressà a la Reial Acadèmia de Ciències i Arts de Barcelona (RACAB), on ocupà diversos càrrecs, des del d'encarregat del Gabinet de la Secció de Ciències físico-matemàtiques (1841-1845), passant per Director d'aquesta Secció (1846-1867), i finalment convertint-se en el President de la RACAB entre els anys 1868 i 1870. Entre les seves obres, destaquen Tratado de Monedas. Sistema monetario y proyectos para su reforma (1847) i Memoria acerca de la antigüedad y utilidad de la casa de moneda de Barcelona (1843).